# Saint-Bonnet-près-Riom
Saint-Bonnet-près-Riom är en kommun i departementet Puy-de-Dôme i regionen Auvergne-Rhône-Alpes i centrala Frankrike. Kommunen ligger i kantonen Riom-Est som tillhör arrondissementet Riom. År 2022 hade Saint-Bonnet-près-Riom 2 078 invånare.

## Befolkningsutveckling
Antalet invånare i kommunen Saint-Bonnet-près-Riom
| Referens: INSEE |